# Arthromelodes choui
Arthromelodes choui (лат.) — вид жуков-ощупников (Pselaphinae) из семейства стафилиниды. Эндемик Тайваня. Назван в честь энтомолога Wen-I Chou.

## Распространение
Тайвань, Taitung County (台东县), Haiduan Township (海端乡), Lidao (利稻), 23°10'55"N, 120°57'53"E, на высоте 1150 м.

## Описание
Мелкие коротконадкрылые жуки. Длина тела от 2,09 до 2,22 мм. Основная окраска красновато-коричневая. Основные отличия от близких видов: метавентрит с парой ламинарных выступов; 1(IV)-й тергит брюшка с крупной полостью в задней половине, латеральные щетинконосные участки состоят из коротких щетинок и слабо отграничены; ноги без модификаций, кроме средней голени с отчётливой вершинной шпорой; эдеагус со срединной лопастью, сильно изогнутой вправо на вершине, с прямой дорсальной лопастью, на вершине сильно суженной и загнутой вниз. Длина переднеспинки примерно равна ширине, длина по средней линии 0,46—0,48 мм, максимальная ширина 0,44—0,48 мм; боковые края закруглены посередине, сужены и почти параллельны в основной 1/3. Надкрылья шире длины, длина 0,66–0,72 мм, максимальная ширина 0,77–0,83 мм; неглубокие дисковые борозды, достигающие 3/4 длины надкрылий; маргинальная борозда полная; со слабым зубцом в плечевом углу. Брюшко слегка уже надкрылий, длина дорсально видимой части позади надкрылий по средней линии 0,57–0,60 мм, максимальная ширина 0,65–0,68 мм. Усики 11-члениковые, булавовидные, надкрылья укороченные, лапки трёхчлениковые.

## Таксономия и этимология
Вид был впервые описан в 2018 году китайским энтомологом Zi-Wei Yin (Shanghai Normal University, Шанхай, Китай). Сходен с видами Arthromelodes sinuatipes Nomura, 1991 и Arthromelodes aizuanus Nomura, 1991. Назван в честь тайваньского колеоптеролога Wen-I Chou, специалиста по жукам-усачам (Cerambycidae), который собрал типовую серию вида.